# Coppa Italia 1966/67
Die Coppa Italia 1966/67, den Fußball-Pokalwettbewerb für Vereinsmannschaften in Italien der Saison 1966/67, gewann der AC Mailand. Milan setzte sich im Endspiel gegen den AC Padova durch und konnte die Coppa Italia zum ersten Mal gewinnen. Mit 1:0 gewann die Mannschaft von Trainer Arturo Silvestri und wurde Nachfolger des AC Florenz, der sich im Vorjahr gegen US Catanzaro durchgesetzt hatte, diesmal aber bereits im Viertelfinale ausschied.
Als italienischer Pokalsieger 1966/67 qualifizierte sich der AC Mailand für den Europapokal der Pokalsieger des folgenden Jahres, wo man nach einem Endspielsieg gegen den Hamburger SV aus Deutschland siegreich hervorging.

## 1. Runde
|                 | Ergebnis     |                   |
| --------------- | ------------ | ----------------- |
| US Alessandria  | 0:1          | AC Turin          |
| AC Arezzo       | 1:0          | US Cagliari       |
| CC Catania      | 0:1          | Lazio Rom         |
| US Catanzaro    | 1:3          | Foggia Incedit    |
| US Livorno      | 0:0 n. V.(M) | Lanerossi Vicenza |
| FC Modena       | (M)1:1 n. V. | SPAL Ferrara      |
| AS Novara       | 1:4          | AC Lecco          |
| AC Padova       | 2:1 n. V.    | AC Venedig        |
| US Palermo      | (M)2:2 n. V. | AS Rom            |
| AC Pisa         | 0:3          | AC Mailand        |
| AC Reggiana     | 1:0 n. V.    | AC Mantova        |
| AS Reggina      | 0:1 n. V.    | FC Messina        |
| US Salernitana  | 1:0 n. V.    | Potenza SC        |
| Sampdoria Genua | 1:0          | CFC Genua         |
| AC Savona       | 0:1 n. V.    | Juventus Turin    |
| FC Varese       | 4:1          | Atalanta Bergamo  |
| Hellas Verona   | 1:0          | AC Brescia        |

### Playoff
|             | Ergebnis |               |
| ----------- | -------- | ------------- |
| AC Reggiana | 1:0      | Hellas Verona |

## 2. Runde
|                 | Ergebnis              |                   |
| --------------- | --------------------- | ----------------- |
| Foggia Incedit  | 0:3                   | Lanerossi Vicenza |
| Juventus Turin  | 3:0                   | AC Arezzo         |
| Lazio Rom       | 0:2                   | AC Lecco          |
| AC Mailand      | 5:2 n. V.             | FC Modena         |
| AC Padova       | 3:2                   | US Palermo        |
| Sampdoria Genua | 1:0                   | US Salernitana    |
| AC Turin        | 4:0                   | FC Messina        |
| FC Varese       | 0:0 n. V. (7:6 i. E.) | AC Reggiana       |

## 3. Runde
|                 | Ergebnis              |                   |
| --------------- | --------------------- | ----------------- |
| Juventus Turin  | 5:2 n. V.             | Lanerossi Vicenza |
| AC Mailand      | 4:2                   | AC Turin          |
| AC Padova       | 3:0                   | FC Varese         |
| Sampdoria Genua | 0:0 n. V. (4:5 i. E.) | AC Lecco          |

## Viertelfinale
|               | Ergebnis              |                |
| ------------- | --------------------- | -------------- |
| FC Bologna    | 1:1 n. V. (4:5 i. E.) | Juventus Turin |
| Inter Mailand | 1:0                   | AC Florenz     |
| AC Lecco      | 1:2                   | AC Mailand     |
| AC Padova     | 2:1 n. V.             | SSC Neapel     |

## Halbfinale
|                | Ergebnis  |               |
| -------------- | --------- | ------------- |
| Juventus Turin | 1:2 n. V. | AC Mailand    |
| AC Padova      | 3:2       | Inter Mailand |

## Finale
| AC Mailand                             | AC Mailand | AC Padova | AC Padova |
| -------------------------------------- | --- | --- | --------- |
| AC Mailand                             | \| Finale \| \| 14. Juli 1967 in Rom (Stadio Olimpico) \| \| Ergebnis: 1:0 (0:0) \| \| Schiedsrichter: Mario Bernardis \|                                                                                                  | \| Finale \| \| 14. Juli 1967 in Rom (Stadio Olimpico) \| \| Ergebnis: 1:0 (0:0) \| \| Schiedsrichter: Mario Bernardis \| | AC Padova |
| AC Mailand                             | Pierangelo Belli – Angelo Anquilletti, Karl-Heinz Schnellinger, Giovanni Trapattoni, Bruno Baveni – Sergio Maddè, Giovanni Lodetti, Gianni Rivera – Giuliano Fortunato, Amarildo, Bruno Mora Cheftrainer: Arturo Silvestri | Walter Pontel – Cristiano Cervato, Valeriano Barbiero, Giorgio Sereni (54. Mauro Gatti), Rinaldo Frezza – Giorgio Barbolini, Paolo Morelli, Achille Fraschini, Alberto Novelli, Alberto Bigon – Italo Carminati Cheftrainer: Humberto Rosa | AC Padova |
| AC Mailand                             | 1:0 Amarildo (49.) | | AC Padova |
| Finale                                 | | |           |
| 14. Juli 1967 in Rom (Stadio Olimpico) | | |           |
| Ergebnis: 1:0 (0:0)                    | | |           |
| Schiedsrichter: Mario Bernardis        | | |           |